# Chaenogobius
Chaenogobius is een geslacht van straalvinnige vissen uit de familie van grondels (Gobiidae).

## Soorten
- Chaenogobius annularis Gill, 1859
- Chaenogobius gulosus (Sauvage, 1882)